# Gundam Wing
Gundam Wing (jap. 新機動戦記ガンダムW, Shin Kidō Senki Gandamu Uingu) ist der Titel eines im Jahr 1995 entstandenen Anime zum Gundam-Franchise, zu dem auch ein gleichnamiger Manga sowie die OVA Endless Waltz existieren.

## Inhalt
Im Manga sowie im Anime geht es um fünf Jugendliche, die im Rahmen der Operation Meteor von den Kolonien zur Erde entsandt wurden, um dort mit ihren speziell entwickelten „Mobile Suits“ (siehe auch Mecha) gegen die Geheimorganisation OZ zu kämpfen und diese zu zerschlagen, da sie für die Unterdrückung der Kolonien verantwortlich ist.
Entwickelt wurde zunächst nur ein Gundam, der Tallgeese, der jedoch nicht fertiggestellt wurde. Die fünf für seine Entwicklung verantwortlichen Wissenschaftler nahmen die Baupläne des Tallgeese und flüchteten zu den Kolonien. In der Folge entstanden die fünf weiteren Gundams.

## Hauptcharaktere

### Protagonisten
Heero YuyHeero Yuy, dessen Name von dem Friedenskämpfer stammt, der von einem Heckenschützen getötet wurde. Er ist ein besonderer Pilot, der nur für seine Mission lebt und alles riskiert, um diese zu erfüllen. Er ist einer der wenigen, die das Zero-System steuern können. Sein erster Gundam war Gundam Wing, dann Epyon, gefolgt von Wing Zero. In Endless Waltz steuert er den Wing Zero Custom. Er plant mehr als einmal, Relena Peacecraft und andere zu ermorden, um seine Ziele zu verwirklichen. Heero Yuy ist nur sein Deckname, sein wahrer Name wird nicht erwähnt. Jedoch verändern sich im Laufe der Geschichte seine Beziehung zu Relena, die er auf Grund ihrer Stärke und Willenskraft respektiert, seinen Mitstreitern und letztendlich auch seine Ansichten über den Krieg.
Duo MaxwellDuo Maxwell ist der Pilot des Deathscythe, des sichelschwingenden Todes. Er selbst bezeichnet sich und seinen Gundam als Shinigami, den Engel des Todes. Er war ein Waise und fand in der Maxwell-Kirche Schutz. Einer Nonne verdankt er seinen Zopf, den er so mag. Er ist charakterlich das krasse Gegenteil zu Heero Yuy und wird von ihm anfangs als Feind betrachtet. Dies ändert sich jedoch am Ende und er wird Heeros einziger Freund.
Quatre Raberba WinnerQuatre Raberba Winner und seine vierzig Männer, bekannt als die „Maganac Corps“. Er ist reich, charmant, musiziert, besorgt Tee aus dem Nichts und versucht immer friedlich zu bleiben. Bevor er gegen einen Gegner kämpft, versucht er ihn zu überzeugen, vom Kampf abzulassen und falls er ihn töten muss, warnt er ihn vorher und entschuldigt sich danach. Er und Trowa sind oft zu sehen. Er ist der erste Pilot, der die geballte Kraft des Zero Systems zu spüren bekam, welches er selbst gebaut hat. Er verlor die Kontrolle und sah in jedem seinen Feind. Dabei tötete er fast Trowa, der dadurch sein Gedächtnis verlor.
Trowa BartonTrowa Barton, der Namenlose (im japanischen Nanashi). Er saß schon mit zehn Jahren im Mobile Suit, um zu kämpfen. Kurz bevor Operation Meteor begann, wurde der wirkliche Trowa getötet. Der kleine Junge, der Heavyarms pflegte und beschützte, nahm seine Rolle ein und flog zur Erde. Trowa Barton ist ein stiller und mysteriöser Junge und schafft alles zu infiltrieren. Trowa arbeitet als Clown mit einer weinenden Maske in einem Zirkus und besitzt einen perfekten Gleichgewichtssinn. Catherine ist seine Adoptivschwester und versucht ihn vor allen, die kämpfen wollen, zu beschützen. Seinen Sprung macht ihm bislang keiner nach.
Trowa ist oft mit Quatre unterwegs, beide spielen Musikinstrumente (Trowa spielt Querflöte, Quatre Violine und Klavier). Gegen Ende der Serie litt er zeitweise unter Gedächtnisverlust.
Wufei ChangWufei Chang ist ein Typ, der sich von einer Niederlage nicht so schnell erholt. Er findet es unwürdig, gegen Schwächere und Frauen zu kämpfen.
Er sollte eigentlich nicht Pilot des Gundam Shenlong werden, sondern seine Frau, die er „Nataku“ nannte. Ihr richtiger Name war Meiran. Sie starb in einem feigen Kampf, mit einem Leo gegen zwei Aires.
Daraufhin fühlt sich Wufei verpflichtet Operation Meteor für seine Frau fortzusetzen.
Wufei ist der Rivale von Treize Kusheranada, den er in Folge 48 Sturz ins Chaos tötet. Wufei ist ein ausgezeichneter Kämpfer, der von Treize im Schwertkampf sehr leicht besiegt wurde. Seitdem sieht er ihn als wahren Feind an.
Relena Peacecraft/Relena DarlianRelena entwickelt sich im Laufe der Serie von der verwöhnten, aber hochgebildeten Ministertochter zu einer starken jungen Frau, die ihren Weg geht und unerschrocken für den absoluten Pazifismus und damit für eine friedlichere Welt eintritt. Schon früh erfährt sie von ihrem Vater, dem Erdvizeaußenminister Darlian, dass er nicht ihr eigentlicher Vater ist, sondern dass sie die Tochter von König Peacecraft von Sank ist, Milliardo Peacecraft ist also ihr Bruder. Sie übernimmt später gezwungenermaßen den Vorsitz der Romefeller Stiftung und ruft die Weltnation aus.

### Antagonisten
Zechs Marquise/Millardo PeacecraftMilliardo Peacecraft nahm den Namen Zechs Marquise an und verbarg sein Gesicht hinter einer Maske, um die zu bestrafen, die seine Heimat zerstörten, das Königreich Sanq. Er ist ein angesehener extrem begabter Pilot, ein grandioser Kämpfer ohne Furcht und Tadel, schreckt vor nichts zurück und genießt das volle Vertrauen von Treize, den er seit Kindestagen kennt.
Millardo Peacecraft ist eigentlich der König des Königreich Sanq, jedoch lehnt er es ab, es zu führen, da an seinen Händen das Blut vieler Soldaten klebt. Er kämpft für seine kleine Schwester, Relena Peacecraft, um das pazifistische Königreich für sie wieder aufzubauen. Dies schwor er sich und seinem toten Vater im verwüsteten Königspalast.
Als seine Maske, die er trägt, um sich vor den Erdmächten, die Sanq zerstört hatten, zu verbergen, in einem Gefecht zerbrach, verlässt er OZ, um als Friedensbotschafter im All tätig zu werden, unter seinem wahren Namen Millardo Peacecraft.
Als die Romefeller-Stiftung jedoch beginnt mithilfe der Mobile Dolls weiterhin Kriege zu führen, nimmt er den Namen Zechs Marquise wieder an und kämpft mit seinem Tallgeese I gegen die Romefeller-Stiftung.
Er wird später Führer der White Fang, die in den Besitz der Libra gelangt, eines riesigen Kampfschiffs mit einer gewaltigen Strahlenkanone, welches von den Erfindern der Gundams gebaut wurde, mit dem die White Fang die Erde zu angreifen beabsichtigen, falls diese nicht kapitulieren sollten.
Treize KhushrenadaTreize ist der charismatische Führer von OZ und kennt die wahre Identität von Zechs Marquise, da er ihn seit seiner Kindheit kennt. Er ist nicht einfach zu durchschauen und in der Serie mal Freund, mal Feind, bleibt aber immer ehrenhaft.
Treize liebt den Krieg, da es um die Kunst des Überlebens geht. Als das Mobile-Doll-System bei OZ eingeführt wurde, äußerte Treize seine Abscheu darüber und legte sein Veto dagegen ein. Dies erzürnte die anderen hohen Romefeller-Mitglieder so sehr, dass Treize als Verräter abgestempelt wurde.
Treize ist ein sehr guter Schwertkämpfer. Er und Wufei kämpften gegeneinander, wobei er siegreich war, Wufei aber am Leben ließ! Bei der Revanche, die Wufei forderte, verlor er sein Leben. In diesem Kampf benutzte er als Mobile Suit den „alten MS-Ritter“ Tallgeese II.
Treize wollte, dass die Menschen für eine Sache bis zum letzten Atemzug stehen. Er wollte, dass die Menschen aus Überzeugung zu einer Sache kämpfen.
Sein Lebensziel wurde am Ende erfüllt, als die Menschen in Endless Waltz für den Frieden „kämpften“. Er hinterließ eine kleine Tochter, Marimeia Barton Khushrenada.
Er überließ Heero Yuy den Epyon, welchen er hatte entwickeln lassen, ihn aber nicht nutzen konnte.
Chefingenieur TsubarovTsubarov ist der Erfinder des Mobile-Doll-Systems, welches Suits ermöglicht, ohne Piloten zu handeln. Daraus resultierte für ihn eine Konfrontation mit Treize Khushrenada, der diese Form des Krieges kategorisch ablehnte.
Tsubarov versuchte auch die Treize treu ergebene Lady Une zu töten, was jedoch misslang.
Im weiteren Verlauf der Serie überwachte Tsubarov in den Produktionsstätten auf dem Mond und auf den Kolonien die Massenproduktion der Virgo I Mobile Dolls und erhielt später den Auftrag, das Schlachtschiff Libra zu konstruieren. Kurz vor der Fertigstellung wurde er jedoch von der White Fang gekidnappt. Er konnte entkommen und versuchte sich mit Hilfe seiner Mobile Dolls zu retten.
Tsubarov fand den Tod, als seine Mobile Dolls von den neu konstruierten Gundams zerstört wurden.

## Konzeption

### Bezug zum Gundam Universum
Die Idee, mehrere spezialisierte „Gundam Mobile Suits“ in einer Geschichte zu bringen, trat erstmals beim Vorläufer „G Gundam“ auf.

## Veröffentlichungen

### Fernsehserie
Die von Sunrise produzierte 49-teilige Fernsehserie wurde auf dem japanischen Fernsehsender TV Asahi vom 7. April 1995 bis zum 29. März 1996 ausgestrahlt. In den USA startete die Serie am 5. April 2000 auf dem Cartoon-Network-Sender Toonami, am 2. Dezember 2002 in Lateinamerika und Brasilien auf dem dortigen Sender Cartoon Network.
In Deutschland war Gundam Wing eine der ersten Anime-Serien, die auf dem 2002 neu gestarteten privatrechtlichen Sender Tele 5 gestartet wurden. 2003 begann die Ausstrahlung am Freitagabend des 4. Juli 2003 mit jeweils zwei aufeinander folgenden Episoden nacheinander.

#### Synchronisation
| Rolle                               | Japanischer Sprecher (Seiyū) | Deutscher Sprecher |
| ----------------------------------- | ---------------------------- | ------------------ |
| Heero Yuy                           | Hikaru Midorikawa            | Nils Rieke         |
| Chang Wufei                         | Ryūzō Ishino                 | Jannik Endemann    |
| Trowa Barton                        | Shigeru Nakahara             | Rasmus Borowski    |
| Quatre Raberba Winner               | Ai Orikasa                   | Tobias Pippig      |
| Duo Maxwell                         | Toshihiko Seki               | Tobias Schmidt     |
| Releena Darlian/Releena Peacecraft  | Akiko Yajima                 | Saskia Weckler     |
| Zechs Marquise/Milliardo Peacecraft | Takehito Koyasu              | Martin Lohmann     |
| Treize Khushrenada                  | Ryōtarō Okiayu               | Alexander Draeger  |
| Lady Une                            | Sayuri                       | Tina Eschmann      |
| Dorothy Catalonia                   | Naoko Matsui                 | Joey Cordevin      |
| Erzähler                            | Akio Ōtsuka                  | Mario Grete        |

### Manga
Es existieren mehrere verschiedene Mangaserien von Gundam Wing; von „Gundam Wing Mobile Suit“ sind insgesamt acht Bände in Deutschland erschienen: Sechs bei Egmont Manga und Anime und zwei bei Planet Manga.